# 聖瑪麗島 (曼島)

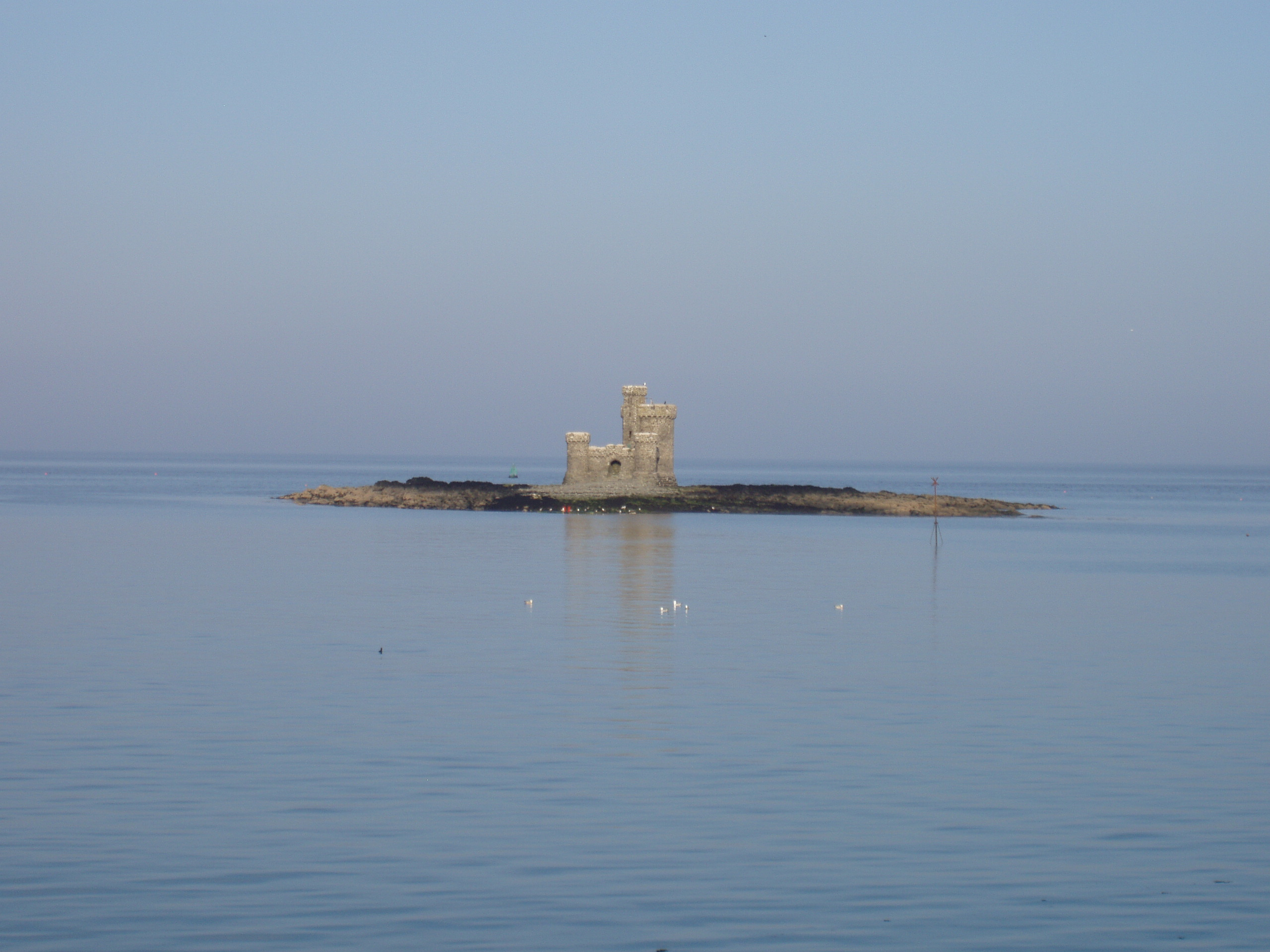

聖瑪麗島（英語：St Mary's Isle，曼島語: Kione y Sker or Creg Voirrey）是一個位於曼島道格拉斯的岩礁。在1832年之前，這座岩礁是Quane家族的資產。

## 外部連結
- History of the Tower of Refuge （页面存档备份，存于）